# L'Empire du milieu du Sud
Pour plus de détails, voir Fiche technique et Distribution.
L'Empire du milieu du Sud est un documentaire réalisé par Jacques Perrin et Éric Deroo en 2010.

## Sujet
Utilisant des images d'archives inédites de différentes provenances et les accompagnant de textes repris de la littérature vietnamienne et française dits par Jacques Perrin, le documentaire retrace l'histoire fascinante du Viêt Nam, de la colonisation française à la chute de Saïgon.
« Ce film, commencé il y a dix ans, est l'aboutissement d'une quête des documents filmés sur le Vietnam dans le monde entier. Il est le fruit d'une longue confrontation de ces archives et d'un fabuleux travail de montage. Il se présente comme une fresque lyrique plutôt que comme un parcours historique. »

## Fiche technique
- Titre : L'Empire du milieu du Sud
- Réalisation : Jacques Perrin et Éric Deroo
- Montage : Vincent Schmitt
- Musique : Cyrille Aufort
- Production déléguée : Jacques Perrin, Nicolas Dumont
- Sociétés de production : Galatée Films, ECPAD, Gaumont Pathé Archives
- Pays de production :  France
- Durée : 86 minutes
- Date de sortie :
  - France : 24 novembre 2010